# Canal UANL
Canal UANL también conocido como Canal 53, es una estación de televisión concesionada para uso público a la Universidad Autónoma de Nuevo León que transmite desde el Campus Mederos en Monterrey, México por señal de televisión abierta en el 53.1 TDT Zona Metropolitana de Monterrey. También a través del sistema de paga en Izzi, Megacable, TotalPlay y a través de Internet. Su programación es principalmente cultural, musical, infantil y sobre todo educativa.
Radio UANL 89.7 FM, emite su señal también desde las mismas instalaciones.

## Historia
XHMNU-TV Canal 53, fue inaugurado el 15 de junio de 1990 bajo la dirección de la Facultad de Ingeniería Mecánica y Eléctrica de la Universidad Autónoma de Nuevo León. Surgió a partir de la necesidad de tener un laboratorio teórico y práctico para los estudiantes de las diferentes carreras de la misma facultad principalmente estudiantes de la carrera de Ingeniero en Electrónica y Comunicaciones. Se ubicaba en el tercer piso del Centro de Diseño y Mantenimiento de Instrumentos donde la potencia de su transmisor era de 3 km a la redonda de Ciudad Universitaria.
A iniciativa del Ingeniero Guadalupe Cedillo y del entonces director Ingeniero José Antonio González Treviño, quiénes con el apoyo del entonces rector Ing. Gregorio Farías Longoria se encargaron de iniciar los trámites para que se pudiera tener el primer canal universitario de Nuevo León. Su primera transmisión fue el 9 de junio de 1990 con un mensaje del entonces gobernador de Nuevo León, Lic. Jorge Treviño Martínez.
Es un canal de televisión permisionario por su carácter cultural y educativo. Desde sus principios, Canal 53 era parte de la Red Nacional de Radiodifusoras y Televisoras Educativas y Culturales de la República Mexicana, en la actualidad La Red de Radiodifusoras y Televisoras Educativas y Culturales de México; y la programación se realizaba en colaboración con las Facultades de Comunicación y la de Filosofía y Letras. El noticiero de la Universidad era realizado por la Dirección Central de Comunicación Audiovisual.
En el 2001 la administración pasa a la Rectoría de la Universidad, donde el 24 de septiembre de 2003 amplía su cobertura al área metropolitana de la Ciudad de Monterrey y en abril del 2004, gracias a un convenio firmado por el entonces rector Ing. José Antonio González Treviño y Cablevisión en Monterrey la señal del Canal 53 se transmite ya por cable en el paquete digital. Actualmente se ubica en el Centro de Comunicación y Producción Audiovisual que reúne al Departamento Audiovisual, encargado de dar servicio de grabaciones, ediciones y Agenda del Rector, Radio UANL 89.7 FM y Canal 53.
El 24 de septiembre de 2015, XHMNU-TV Canal 53 terminó su transmisión analógica.
El 22 de septiembre de 2022, el Instituto Federal de Telecomunicaciones niega a la Universidad Autónoma del Estado de Nuevo León, la renovación de concesión para XHMNU-TDT, debido a que presentó de manera tardía la solicitud de prórroga, presentándola el 2 de junio del 2022, es decir, a 1 mes de que finalizara su concesión, cuando el plazo estipulado por el IFT era del 13 de febrero de 2019 al 13 de febrero del 2020, de acuerdo al artículo 114 de la Ley Federal de Derechos y Estatuto Orgánico del IFT.
En la actualidad la señal se transmite en el canal 53.1 de Televisión abierta en la ciudad de Monterrey, Nuevo León y servicios de cable de paga. 

## Programas

### De producción propia
- Buenos Días Contigo
- Deportes UANL
- NotiUni
- Convergente
- Orquesta Sinfónica de la UANL
- Pelotazo
- Desde Colegio Civil
- Oriéntate
- Consultorio en salud
- Mundo sustentable
- Auténticos al aire
- Entre Libros
- Barra infantil Aprendiendo y Jugando (Péinate una sonrisa, Caminito de la escuela, Kids Aventuras, Duglin y Tito, Atho, Amix el Show y el Taller de Teodora)
- MagTV Monterrey
- ConectTV89.7

### De producción radiofónica
- De la peña al antro
- Radio 89.7 TV
- Caminito de la escuela
- Makumba Salsa